# Esténelo (hijo de Perseo)
En la mitología griega, Esténelo (en griego Σθένελος, Sthénelos) fue uno de los siete hijos de Perseo y de Andrómeda, y nació en Micenas. De Esténelo y Nicipe, hija de Pélope, nacieron Alcíone y Medusa (o Astimedusa), y más tarde Euristeo, que reinó también en Micenas. Cuando Heracles estaba a punto de nacer, Zeus declaró ante los dioses que el primer descendiente de Perseo reinaría en Micenas, y Hera por envidia convenció a las Ilitías para que retrasaran el parto de Alcmena, en tanto que apresuró el alumbramiento de Nicipe y así nació Euristeo, que fue sietemesino.
Electrión, hermano de Esténelo, gobernaba en Micenas por entonces, pero sucedió que Anfitrión lo mató involuntariamente. Esténelo se valió de ello como pretexto para expulsar a Anfitrión de todo Argos y adueñarse del trono de Micenas y Tirinto. Acto seguido mandó llamar a los hijos de Pélope, Atreo y Tiestes, y les entregó el trono de Midea.
Se dice que, al igual que sus hermanos Electrión y Alceo, Esténelo casó con una de las tres hijas de Pélope e Hipodamía. Hesíodo hace saber que es Nicipe, hija de Pélope, pero otros dicen que ésta era Antibia, de nuevo hija de Pélope o bien de Anfidamante. Su hija, Astimedusa, también tuvo un matrimonio célebre, pues casó con el héroe tebano Edipo.
Una versión tardía nos dice que Hilo, hijo de Heracles, mató finalmente a Esténelo, hermano de su bisabuelo Electrión.